# Moisés salvado de las aguas del Nilo (Veronese)
El Hallazgo de Moisés o Moisés salvado de las aguas es una de las obras más conocidas del pintor italiano Paolo Veronese, tema que trató en otras de sus obras. Él fue en óleo sobre lienzo, pintado entre 1560 y 1575, aunque algunos autores señalan una fecha más tardía, como 1582. Mide 50 cm de alto y 43 cm de ancho. Se exhibe actualmente en el Museo del Prado de Madrid.
Representa un tema religioso del Antiguo Testamento. Por temor al crecimiento de la población israelita, el Faraón ha ordenado la matanza de todos los recién nacidos judíos. Es una escena del Antiguo testamento que prefigura la matanza de los inocentes en Belén. Igualmente, el rescate por parte de la hija del faraón se veía como una escena semejante a la resurrección de Cristo, teniendo gran interés la Iglesia católica en obras sobre la vida de Moisés, dado que se le consideraba una prefiguración de Cristo. La madre de Moisés lo protege y envía, en un cesto de juncos, por las aguas del río Nilo, donde es encontrado por la hija del Faraón. El cuadro pretende representar el momento en el que la hija del Faraón recoge a Moisés. No obstante, la escena carece de toda solemnidad y más bien parece una desenfadada reunión; este tema raramente se ha representado con tal desenfado. Una criada ha recogido al niño y lo muestra a la hija del Faraón. Otra se acerca con un paño para cubrirlo. El resto de las mujeres lo contemplan, interesadas. En los dos extremos inferiores de la composición aparecen dos criados vestidos con el mismo ropaje rosado, por un lado a la izquierda aparece un criado negro con una canasta; en el lado derecho, un enano con un instrumento musical. Al fondo, a la izquierda, hay dos muchachas que se van a bañar en el río. Detrás de ellas se ve una ciudad con un puente.
El grupo está bañado por la suave luminosidad de la media tarde. El marco paisajístico en el que se desarrolla la escena muestra la influencia de Tiziano. Con gran naturalidad armonizan figuras y paisaje. Especialmente importantes son los dos árboles en forma de «V» que repiten la postura de las figuras principales. Recuerda un poco a las obras rococó que Watteau pintaría un siglo más tarde, por la disposición de las figuras y el detalle en las texturas de los ricos vestidos femeninos, a los que la luz confiere reflejos y sombras transparentes, con finas gradaciones cromáticas. Esta vestimenta es típicamente veneciana, lo mismo que el paisaje, sin nada que recuerde o pretenda parecerse a Egipto. En ninguna otra obra logró Veronés la suave luminosidad de los colores y la riqueza de finísimas gradaciones cromáticas, que parece anunciar a Velázquez.